# كأس بي سي أي الكويت
كأس بي سي أي الكويت (بالإنجليزية: Kuwait PSA Cup) هي بطولة تنس محترفين تقام سنوياً في مدينة الكويت، ضمن سلسلة بطولات الـATP 250 نقطة. تُعتبر واحدة من أهم الأحداث الرياضية الدولية في منطقة الخليج العربي ومن أكثر بطولات التنس تنظيمًا في الشرق الأوسط.

## التاريخ

### التأسيس والسنوات الأولى (2015-2017)
أُعلن عن تأسيس البطولة في 14 يناير 2015 خلال مؤتمر صحفي مشترك بين الاتحاد الكويتي لكرة المضرب ورابطة محترفي التنس، بحضور رئيس الاتحاد الكويتي الشيخ أحمد منصور الأحمد الصباح ومدير بطولات ATP في الشرق الأوسط صلاح طه.
أقيمت النسخة الأولى في الفترة من 8 إلى 15 نوفمبر 2015 على ملاعب نادي الدانة الكويتي، حيث فاز الإسباني دافيد فيرير بلقب الفردي بعد تغلبه على الفرنسي جويل-ويلفريد تسونجا في المباراة النهائية.

### التطور والنمو (2018-2020)
شهدت البطولة تحولاً كبيراً في عام 2018 عندما:
- زادت قيمة الجوائز من 750,000 إلى 1,000,000 دولار
- انتقلت إلى مقرها الدائم في مجمع بي سي أي الرياضي
- أصبحت تبث عالمياً عبر قناة الكويت الرياضية وأوروتس سبورت[3]

في 2020، أُلغيت البطولة بسبب جائحة كورونا، وهي المرة الأولى التي تُلغى فيها منذ انطلاقها.

### العودة والتوسع (2021-الآن)
عادت البطولة في 2021 مع تطبيق إجراءات صحية صارمة، حيث:
- خُفضت سعة الجمهور إلى 30%
- أُجريت فحوصات PCR يومية للاعبين والطواقم
- استخدمت كرات جديدة لكل مباراة[5]

## المنشآت والمرافق
تُقام البطولة في مجمع بي سي أي الرياضي الذي يضم:
- الملعب الرئيسي: سعة 5,200 مقعد، مزود بنظام تسجيل النقاط الإلكتروني (Hawk-Eye)
- 3 ملاعب ثانوية: سعة 1,500 مقعد لكل منها
- مركز التدريب: يحتوي على 6 ملاعب تدريب
- القرية الرياضية: تضم صالات رياضية، حمامات سباحة، ومطاعم[6]

## النظام واللوائح
تتبع البطولة نظام رابطة محترفي التنس الرسمي مع بعض الخصائص المحلية:

### نظام المسابقة
- الفردي: 32 لاعباً (28 عبر التصنيف + 4 ويلد كارد)
- الزوجي: 16 فريقاً (14 عبر التصنيف + 2 ويلد كارد)
- التصفيات: 16 لاعباً يتأهل منهم 4 للدورة الرئيسية

### قواعد خاصة
- يُمنح بطل النسخة السابقة دعوة تلقائية (ويلد كارد)
- يُخصص ويلد كارد واحد لأفضل لاعب كويتي في التصنيف
- تُلعب المباريات بنظام "أفضل ثلاث مجموعات" مع تعادل كسر المجموعة[7]

## أبرز الإنجازات واللاعبين

### سجل الأبطال
| السنة | البطل                      | الوصيف                     | النتيجة       |
| ----- | -------------------------- | -------------------------- | ------------- |
| 2015  | إسبانيا دافيد فيرير        | فرنسا جويل-ويلفريد تسونجا  | 6–4, 6–4      |
| 2016  | صربيا نوفاك دجوكوفيتش      | إسبانيا دافيد فيرير        | 6–2, 6–1      |
| 2017  | سويسرا ستانيسلاس فافرينكا  | كرواتيا مارين سيليتش       | 7–5, 6–4      |
| 2018  | روسيا دانييل ميدفيديف      | ألمانيا ألكسندر زفيريف     | 6–3, 6–3      |
| 2019  | صربيا نوفاك دجوكوفيتش      | اليونان ستيفانوس تسيتسيباس | 6–3, 6–4      |
| 2021  | اليونان ستيفانوس تسيتسيباس | روسيا أندريه روبليف        | 6–4, 3–6, 6–4 |
| 2022  | اليونان ستيفانوس تسيتسيباس | كندا فيلكس أوجر الياسيم    | 6–3, 7–5      |

### إحصائيات مهمة
- أكثر لاعب فوزاً باللقب:
  - ستيفانوس تسيتسيباس (لقبين)
  - نوفاك دجوكوفيتش (لقبين)
- أطول مباراة:
  - 3 ساعات و58 دقيقة (2022 - كارلوس ألكاراز ضد يانيك سينر)
- أصغر بطل:
  - كارلوس ألكاراز (18 عاماً و6 أشهر في 2022)
- أكبر مفاجأة:
  - خروج المصنف الأول رافاييل نادال من الدور الأول (2017)[8]

## الجوائز المالية والنقاط
| المرتبة      | الفردي   | الزوجي  | نقاط ATP |
| ------------ | -------- | ------- | -------- |
| البطل        | $200,000 | $70,000 | 250      |
| الوصيف       | $100,000 | $35,000 | 150      |
| نصف النهائي  | $50,000  | $18,000 | 90       |
| ربع النهائي  | $25,000  | $9,000  | 45       |
| الدور الثاني | $12,500  | –       | 20       |
| الدور الأول  | $6,250   | –       | 0        |

## التأثير الاقتصادي والاجتماعي
وفقاً لدراسة أجرتها جامعة الكويت في 2022، حققت البطولة:
- مكاسب اقتصادية:
  - 15 مليون دولار دخل مباشر
  - 1200 فرصة عمل مؤقتة
  - 85% إشغال فنادق خلال فترة البطولة
- تأثير اجتماعي:
  - زيادة بنسبة 40% في ممارسي رياضة التنس بالكويت
  - 12 مليون مشاهدة تلفزيونية عالمياً
    - 65% من الجمهور من الفئة العمرية 18-35 سنة[9]

## الرعاة والشركاء

### الرعاة الرئيسيون
- بنك بي سي أي (الراعي العنوان)
- خطوط الجوية الكويتية
- مجموعة البيان القابضة
- مجموعة زين

### الشركاء الرسميون
- كيا موتورز
- بيبسي
- بنك الكويت الوطني
- فندق شيراتون الكويت[10]

## التغطية الإعلامية
تُبث البطولة عبر:
- محلياً: قناة الكويت الرياضية، تلفزيون الكويت
- إقليمياً: أوروتس سبورت، بي إن سبورتس
- عالمياً: تينيس تي في، أي إس بي إن[11]

## مستقبل البطولة
أعلن المنظمون عن خطة تطوير حتى 2025 تشمل:
- زيادة قيمة الجوائز إلى 2 مليون دولار
- الترقية إلى فئة ATP 500 نقطة
- بناء ملعب رئيسي جديد بسعة 10,000 مقعد
- إضافة منافسات للسيدات[12]

## وصلات خارجية
- الموقع الرسمي للبطولة
- صفحة البطولة على موقع ATP
- الاتحاد الكويتي لكرة المضرب